# Сара Ештон-Сірілло
Сара Ештон-Сірілло (англ. Sarah Ashton-Cirillo; нар. 9 липня 1977) — американська трансгендерна журналістка, що висвітлювала вторгнення Росії в Україну англійською мовою як офіційна представниця Сил територіальної оборони ЗСУ.
Народжений чоловіком Майкл Джон Ештон-Сірілло близько 2019 року здійснив трансгендерний перехід і почав використовувати ім'я Сара.

## Політична журналістика та адвокація
Ештон-Сірілло з Лас-Вегаса, штат Невада, була активною в політиці штату Невада з 2020 по 2021 рік.[джерело?] Вона привернула увагу національних ЗМІ у 2020 році, коли, бувши оперативницею Республіканської партії, задокументувала зусилля, спрямовані на те, щоб "вивести «Гордих хлопців» для запланованого «Бунту братів Брукс» в рамках зусиль, спрямованих на зміну результатів президентських виборів 2020 року в США.[джерело?]
Ештон-Сірілло описувала себе як прогресивну активістку та «ліву лібертаріанку», коли була активною в політиці Невади, і з того часу називала себе «політичною діячкою, що одужує»; вона була описана The Washington Post та The Nevada Independent як ліберальний активіст. Входила до Демократичних соціалістів Америки до її виключення в грудні 2021 року. На той час вона була зареєстрованою членкинею Демократичної партії.

## Вторгнення в Україну
Як фрилансерка, пов'язана з LGBTQ Nation, Ештон-Сірілло приїхала в Україну 4 березня 2022 року, на початку російського вторгнення, щоб висвітлювати кризу біженців. Вона поїхала до Львова, а звідти, бажаючи бути ближче до лінії фронту, до Івано-Франківська. Там двоє чоловіків запропонували їй приїхати до Харкова, сказавши, що інші журналісти тікають звідти.
З березня 2022 року Ештон-Сірілло повідомляла про російське вторгнення в Україну з Харкова, Україна. За даними журналу Xtra Magazine, Ештон-Сірілло, трансгендерна жінка, є єдиною трансгендерною журналісткою, яка висвітлює вторгнення. Ештон-Сірілло також служить представницею українського села Золочів Харківської області, призначена його мером для адвокації з групами з надання допомоги.[джерело?]
Ештон-Сірілло оселилася в Харкові, винайнявши квартиру на Північній Салтівці, одній з найбільш бомбардованих частин міста, де розміщувала журналістів, які приїжджали до Харкова. Вона налагодила тісні зв'язки з українською армією та поліцією, іноді доставляючи їм їжу. Після того, як вона відвідала українське смт Золочів, Харківська область, за 15 миль (24 км) від російського кордону, мер селища зробив її своєю офіційною представницею, щоб вона могла виступати від його імені перед групами допомоги.
З Харкова Ештон-Сірілло робила репортажі для LGBTQ Nation про вплив війни на ЛГБТ, в тому числі брала інтерв'ю у геїв, які воюють за Україну, та документувала російські воєнні злочини проти ЛГБТ-людей. Вона виступала на українській службі BBC, щоб обговорити використання російською армією кастрації для тероризування населення України. Ештон-Сірілло також повідомляє про війну у Твіттері та в книзі під назвою «Транс на фронті», опублікованій на Substack.
В жовтні 2022 року Ештон-Сірілло вступила доброволицею в батальйон імені Номана Челебіджіхана в якості бойової медикині. Вранці 23 лютого 2023 року вона була важко поранена в бою — втратила частину правої руки і отримала шрами на обличчі.
На початку серпня 2023 року її було офіційно призначено речницею ТрО України. Ця новина очікувано спричинила обурення серед росіян, але також і деяких українців, зокрема представників Правого сектора. 20 вересня її відсторонили через "неналежні висловлювання".

## Галерея

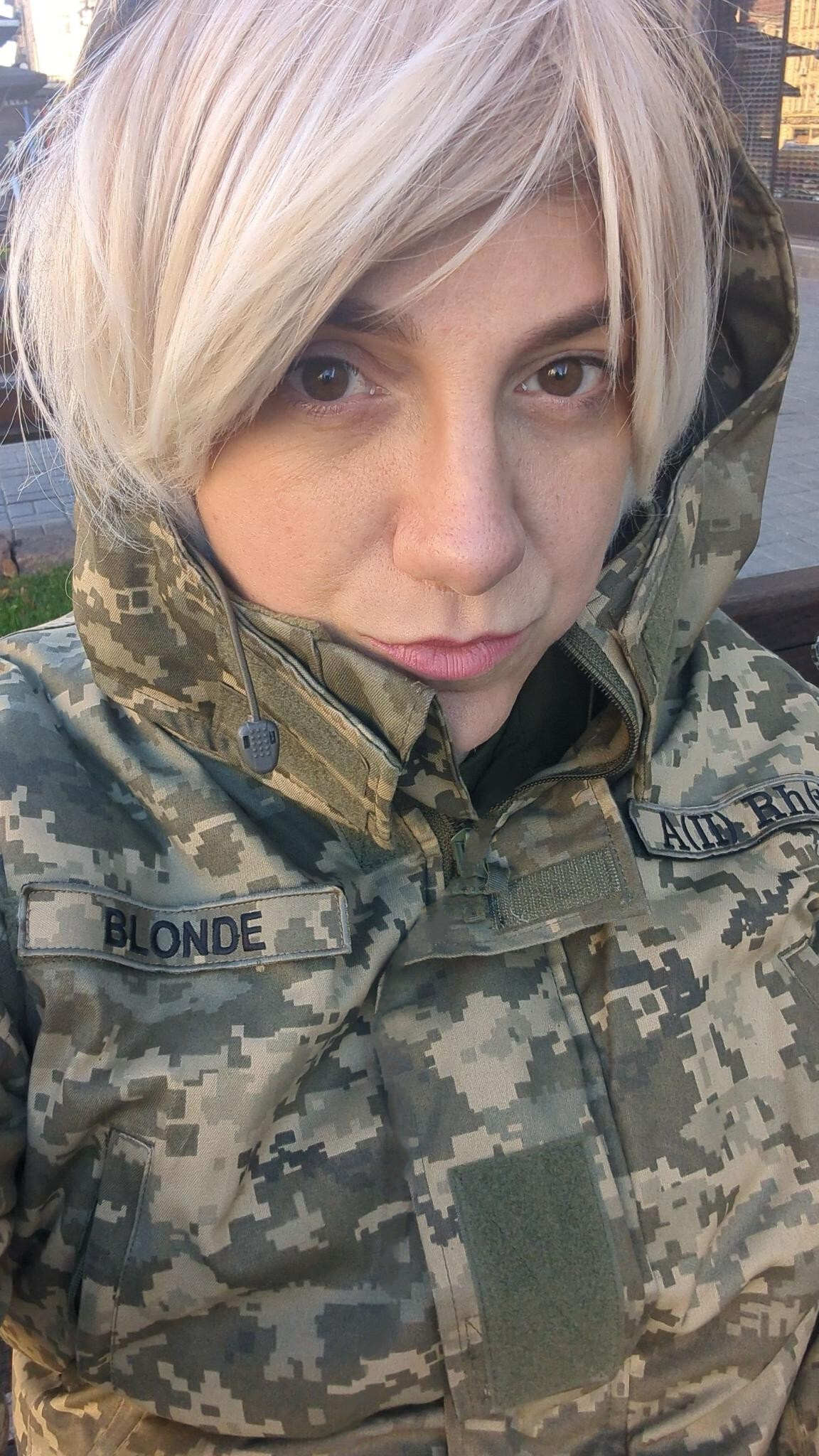
Ештон-Сірілло в уніформі ЗСУ (листопад 2022).
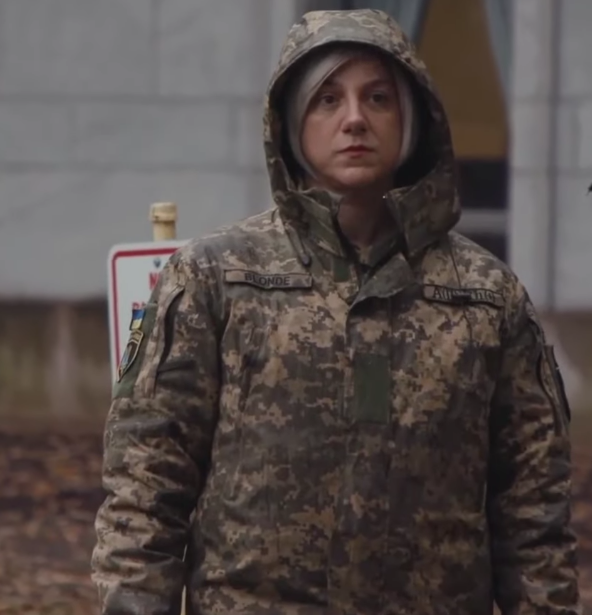
Ештон-Сірілло в уніформі ЗСУ з шевроном батальйону імені Номана Челебіджіхана (грудень 2022).